# Nicolas Bourbaki

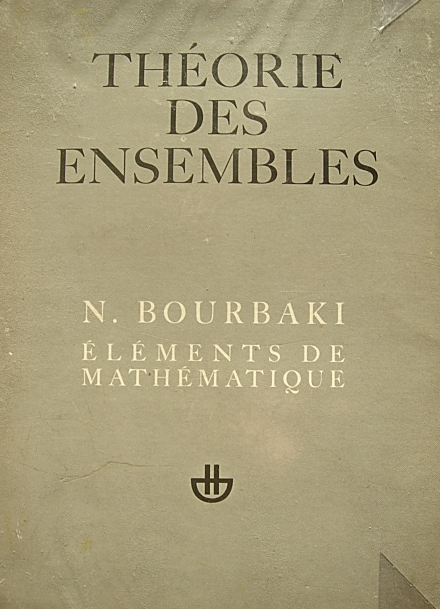
Theorie des ensembles, första delen i Éléments de mathématique.

Nicolas Bourbaki är en kollektiv pseudonym för en grupp av matematiker verksamma i Frankrike. Gruppen (formellt Association des collaborateurs de Nicolas Bourbaki, Föreningen för medarbetare till Nicolas Bourbaki) grundades 1935 av bland andra André Weil och Jean Dieudonné. Gruppen arbetar med att skriva ett encyklopediskt bokverk, Éléments de mathématique – verkets titel använder singularformen mathématique i stället för den vanliga franska formen mathématiques för att betona matematikens enhet – som bygger upp den moderna matematiken utifrån strukturbegreppet och mängdteori, på ett axiomatiskt sätt, och åtminstone i början med en viss tonvikt på algebra. Böckerna har getts ut etappvis från 1939 och framåt; exempelvis utkom år 2023 kapitel 3-5 i en bok om
spektralteori. Verket fick stort inflytande på 1900-talets matematik, men har också kritiserats för att vara för abstrakt, och utelämna tillämpningar och vissa andra områden.